# Defence Islands
Defence Islands är öar i Kanada.   De ligger i Sunshine Coast Regional District och provinsen British Columbia, i den sydvästra delen av landet, 3 500 km väster om huvudstaden Ottawa.
Trakten runt Defence Islands är nära nog obefolkad, med mindre än två invånare per kvadratkilometer.